# Courcemont

Courcemont este o comună în departamentul Sarthe, Franța. În 2009 avea o populație de 672 de locuitori.